# Ajgabac
Ajgabac – wieś w Armenii, w prowincji Szirak. W 2011 roku liczyła 701 mieszkańców.